# (70179) Beppechiara
(70179) Beppechiara est un astéroïde de la ceinture principale.

## Description
(70179) Beppechiara est un astéroïde de la ceinture principale. Il fut découvert le 21 août 1999 à Gnosca par Stefano Sposetti. Il présente une orbite caractérisée par un demi-grand axe de 2,57 UA, une excentricité de 0,31 et une inclinaison de 5,2° par rapport à l'écliptique.

## Compléments